# Charles Barkley
Charles Barkley (født 20. februar 1963 i Leeds, Alabama) er en amerikansk tidligere basketballspiller i NBA. Han regnes blandt de allerbedste basketballspillere nogensinde.

## Basketballkarriere
Barkley var interesseret i basketball fra en tidlig alder, men da han bestod high school, havde han kun en højde på 178 cm og befandt sig derfor på reservebænken. Men gennem college voksede han til 196 cm, hvilket gjorde, at hans rolle på holdet voksede.   
Han går blandt andet under kælenavnet "Sir Charles", og "The Round Mound of Rebound" og var en dominerende spiller i NBA i 1980'erne og 1990'erne. Barkley blev i 1996 valgt som en af ligaens 50 bedste spillere nogensinde. Han blev kåret som NBAs Mest værdifulde spiller (M.V.P.) i 1993.
I 1996 medvirkede han i spillefilmen Space Jam, hvor også Snurre Snup og Michael Jordan medvirkede. I filmen spillede han sig selv, der sammen med datidens andre fire bedste NBA-spillere mistede sine basketballevner til nogle rumvæsener, der skulle bruge dem for at vinde over Looney Tunes i en basketballkamp. 
I 2006 blev Barkley optaget i Naismith Memorial Basketball Hall of Fame.

### Landsholdskarriere
I 1983 spillede han på det amerikanske landshold ved Universiaden og var der med til at vinde bronze.
Til OL 1992 i Barcelona fik professionelle basketballspillere lov til at deltage, og amerikanerne udvalgte et hold af de bedste spillere fra NBA, som hurtigt blev døbt "Dream Team". Blandt spillerne var Barkley, og amerikanerne vandt kæmpesejre over modstanderne i indledende pulje. Efter endnu to storsejre i kvartfinalen og semifinalen mødte amerikanerne Kroatien i finalen, som de besejrede med 117-85 og dermed sikrede sig guldet. Kroatien fik sølv og Litauen bronze. Barkley blev bedste amerikaner ved turneringen med 144 point.
Ved OL 1996 på hjemmebane i Atlanta var Barkley en af de amerikanske gengangere på holdet, der nu blev kaldt "Dream Team II". Igen var amerikanerne overlegne i den indledende pulje, og efter sikre sejre over Brasilien og Australien i henholdsvis kvart- og semifinalen vandt de sikkert i finalen over Serbien og Montenegro med 95-69 og genvandt dermed guldet. Litauen fik bronze.

## Videre karriere
Barkley trak sig tilbage fra basketballkarrieren i år 2000 og har derefter arbejdet som kommentator på tv. Han arbejder for tiden med Turner Network Television (TNT), som studieanalysator under NBA-kampe.

## OL-medaljer
- OL 1992 Barcelona: Guld i basketball med USA
- OL 1996 Atlanta: Guld i basketball med USA